# Nederlandse Brassband Kampioenschappen
De Nederlandse Brassband Kampioenschappen (NBK) is een jaarlijks evenement, georganiseerd door het bestuur van de Stichting Nederlandse Brassband Kampioenschappen. Het evenement wordt algemeen beschouwd als het grootste Brassbandevenement van Nederland.

## Geschiedenis
In 1981 werden de NBK voor de eerste keer georganiseerd, in het Friese dorp Surhuisterveen. In 1983 werd het kampioenschap verhuisd naar Zutphen en kreeg het evenement de officiële naam Nederlandse Brassband Kampioenschappen. Uiteindelijk zijn de NBK verplaatst naar het Martiniplaza in Groningen. Sinds 2014 wordt het evenement gehouden in TivoliVredenburg te Utrecht.

## Verloop
De deelnemende brassbands spelen allen hetzelfde door de muziekcommissie vastgesteld verplicht werk. Voor elke divisie wordt een muziekstuk uitgezocht met bijpassende moeilijkheidsgraad. De hoogste divisie van de NBK is de kampioensdivisie. De winnaar van de divisie wordt vastgesteld door een deskundige jury, die geblindeerd naar de uitvoeringen luistert.
De winnende brassband uit de kampioensdivisie words tevens gekwalificeerd voor de Europese Brassband Kampioenschappen (EBK - Engels: European Brass Band Championships (EBBC)).